# Luperina marginata
Luperina marginata là một loài bướm đêm trong họ Noctuidae.